# يفيس في
يفيس فان غيرتسوم (Yves Van Geertsom)  أو فقط يفيس في (Yves V)  هو دي جي ومنتج بلجيكي من مواليد 10 أبريل 1981 . صنف سنة 2015 في المركز 100 ضمن تصنيف الدي جي حول العالم والتي تصدره مجلة دي جي و تقدم سنة 2016 إلي المركز 62 عالميا .

## روابط خارجية
- يفيس في على موقع ميوزك برينز (الإنجليزية)
- يفيس في على موقع ديسكوغز (الإنجليزية)